# Ingångsbarriär
Ingångsbarriär är inom teorier om konkurrens i ekonomi hinder som gör det svårt att komma in på en given marknad.